# Baptism
Baptism ist das siebte Studioalbum von Lenny Kravitz.

## Zur Entstehung
Kravitz wollte ursprünglich ein Funk-Album im Stil der 1970er-Jahre aufnehmen. Der geplante Titel war The Funk Album. Jedoch entschied er sich letztlich doch dafür, obwohl bereits einige Stücke in diesem Stil fertiggestellt waren, zum Songschreiben für das Album auf die Akustikgitarre zurückzugreifen. Auslöser war ein Besuch in New York City. Dieser habe ihm, etwa bei Fahrten mit dem Motorrad durch die Stadt, das Gefühl gegeben, das er schon 15 Jahre vorher vor der Entstehung von Let Love Rule gehabt habe. Der Plan des funkbeeinflussten Albums wurde dann erst mit Black and White America umgesetzt. Bei Baptism wirkte Rapper Jay-Z beim Song Storm mit. Das Album wurde in den Hotel Edison Studios in Miami, Florida, aufgenommen.

## Titelliste
1. Minister of Rock ’n Roll (Lenny Kravitz, Craig Ross) – 3:34
2. I Don’t Want to Be a Star (Lenny Kravitz) – 4:25
3. Lady (Lenny Kravitz, Craig Ross) – 4:15
4. Calling All Angels (Lenny Kravitz) – 5:12
5. California (Lenny Kravitz) – 2:36
6. Sistamamalover (Lenny Kravitz) – 4:29
7. Where Are We Runnin’? (Lenny Kravitz, Craig Ross) – 2:41
8. Baptized (Terry Britten, Gerry DeVeaux, Lenny Kravitz) – 4:48
9. Flash (Lenny Kravitz) – 4:12
10. What Did I Do with My Life? (Lenny Kravitz) – 4:04
11. Storm (featuring Jay-Z) (Lenny Kravitz, Shawn Carter) – 3:58
12. The Other Side (Lenny Kravitz) – 4:50
13. Destiny (Lenny Kravitz, Lionel Richie) – 4:55
14. Uncharted Terrain (Lenny Kravitz) (Japan-Bonustrack)

## Rezeption
Laut.de schrieb: „Baptism, Kravitzens Taufe ist eine angenehme, wenn auch nicht überraschende Angelegenheit.“

## Kommerzieller Erfolg

### Chartplatzierungen
Das Album erreichte Platz 14 der Billboard 200, Platz zwei der deutschen Charts, Platz vier in Österreich und Platz drei in der Schweiz.
| ChartsChartplatzierungen       | Höchstplatzierung | Wochen |
| ------------------------------ | ----------------- | ------ |
| Deutschland (GfK)              | 2 (15 Wo.)        | 15     |
| Österreich (Ö3)                | 4 (19 Wo.)        | 19     |
| Schweiz (IFPI)                 | 3 (20 Wo.)        | 20     |
| Vereinigte Staaten (Billboard) | 14 (33 Wo.)       | 33     |
| Vereinigtes Königreich (OCC)   | 74 (1 Wo.)        | 1      |

| ChartsJahrescharts (2004) | Platzierung |
| ------------------------- | ----------- |
| Deutschland (GfK)         | 60          |
| Österreich (Ö3)           | 38          |
| Schweiz (IFPI)            | 26          |

### Auszeichnungen für Musikverkäufe
| Land/Region               | Auszeichnungen für Musikverkäufe (Land/Region, Auszeichnung, Verkäufe) | Verkäufe |
| ------------------------- | ---------------------------------------------------------------------- | -------- |
| Argentinien (CAPIF)       | Gold                                                                   | 20.000   |
| Deutschland (BVMI)        | Gold                                                                   | 150.000  |
| Kanada (MC)               | Gold                                                                   | 50.000   |
| Österreich (IFPI)         | Platin                                                                 | 30.000   |
| Portugal (AFP)            | Silber                                                                 | 10.000   |
| Schweiz (IFPI)            | Gold                                                                   | 20.000   |
| Vereinigte Staaten (RIAA) | Gold                                                                   | 500.000  |
| Insgesamt                 | 1× Silber · 5× Gold · 1× Platin ·                                      | 780.000  |

Hauptartikel: Lenny Kravitz/Auszeichnungen für Musikverkäufe